# Bras-sur-Meuse
Bras-sur-Meuse är en kommun i departementet Meuse i regionen Grand Est (tidigare regionen Lorraine) i nordöstra Frankrike. Kommunen ligger i kantonen Charny-sur-Meuse som tillhör arrondissementet Verdun. År 2022 hade Bras-sur-Meuse 669 invånare.

## Befolkningsutveckling
Antalet invånare i kommunen Bras-sur-Meuse
| Referens: INSEE |